# Trypanaeus transversalis
Trypanaeus transversalis är en skalbaggsart som beskrevs av Heinrich Bickhardt 1916. Trypanaeus transversalis ingår i släktet Trypanaeus och familjen stumpbaggar. Inga underarter finns listade i Catalogue of Life.